# Amara harpalina
Amara harpalina är en skalbaggsart som beskrevs av Leconte 1855. Amara harpalina ingår i släktet Amara och familjen jordlöpare. Inga underarter finns listade i Catalogue of Life.